# Edgar Nemir

Zawodnik California Golden Bears

Edgar „Ed” Nemir (ur. 23 lipca 1910 w Waco, zm. 1 lutego 1969 w Reno) – amerykański zapaśnik walczący w stylu wolnym. Srebrny medalista olimpijski z Los Angeles 1932, w wadze piórkowej.
Absolwent, zawodnik zapasów i boksu, a potem przez 35 lat (1934-1969) trener bokserski na University of California.

## Letnie Igrzyska Olimpijskie 1932
| Konkurencja      | Rundy eliminacyjne       | Rundy eliminacyjne   | Rundy eliminacyjne           | Rundy eliminacyjne    | Rundy eliminacyjne | Klas. końcowa |
| Konkurencja      | Przeciwnik I             | Przeciwnik II        | Przeciwnik III               | Przeciwnik IV         | Przeciwnik V       | Miejsce       |
| ---------------- | ------------------------ | -------------------- | ---------------------------- | --------------------- | ------------------ | ------------- |
| 61 kg styl wolny | Christian Schack (DEN) Z | Herb Rowland (CAN) Z | Hermanni Pihlajamäki (FIN) P | Joseph Taylor (GBR) Z | wolny los Z        | 2.            |